# Pawłowice (powiat lipski)
Pawłowice – wieś sołecka w Polsce położona w województwie mazowieckim, w powiecie lipskim, w gminie Solec nad Wisłą. Leży przy drodze wojewódzkiej nr 754.
| SIMC    | Nazwa              | Rodzaj    |
| ------- | ------------------ | --------- |
| 0637690 | Dwudniówki         | część wsi |
| 0637714 | Kolonia Pawłowice  | część wsi |
| 1054720 | Krakówka-Pawłowice | część wsi |
| 0637708 | Pawłowice Górne    | część wsi |

Prywatna wieś szlachecka, położona była w drugiej połowie XVI wieku w powiecie radomskim województwa sandomierskiego. Do 1954 siedziba gminy Pawłowice. W latach 1975–1998 miejscowość należała administracyjnie do województwa radomskiego.
13 marca 1943 żandarmeria niemiecka z posterunku Lipsko rozstrzelała 5 osób. W śledztwie przeprowadzonym przez OKBZH w Kielcach ustalono, że w akcji tej brali udział żandarmi: Peterlunger, Himmel, Werner, Mesel i inni z tego posterunku.
Wieś jest siedzibą rzymskokatolickiej parafii św. Jana Chrzciciela.